# Patrice Coquereau
Patrice Coquereau, né à Québec au Québec, le 8 avril 1961, est un acteur québécois.

## Biographie
Ses parents sont des immigrés français qui ont quitté la France en 1957. Il poursuit ses études universitaires à Ottawa. En 1983, il emménage à Montréal pour entrer à l'École nationale de théâtre du Canada.
Il s'est marié en avril 2011 avec son compagnon, agent de bord.

## Filmographie

### Télévision
- 1989 : Flanelle et Majuscule
- 1989 - 1992 : Robin et Stella : Roch Francoeur
- 1997 - 2003 : Un gars, une fille : acteur de sketch
- 1999 : Dans une galaxie près de chez vous : Gervais (voix)
- 2000 : Chartrand et Simonne : Marius Chartrand
- 2001 : Les Parfaits : Hubert Lebon
- 2001 : Cauchemar d'amour : Jean
- 2002 : Max Inc. : Igor
- 2002 : Rumeurs : Frank Laliberté
- 2004 : Le Rire de la mer : Ulysse, Dieu
- 2004 - 2007 : Rumeurs : Frank Laliberté
- 2005 : Les Bougon, c'est aussi ça la vie! : Gratien Therrien, le député
- 2005 - 2006 : Le cœur a ses raisons : Lewis
- 2008 - 2011 : 3600 secondes d'extase : acteur de sketch
- 2009 - 2013 : Vrak la Vie : Monsieur Carrier (directeur de l'école)
- 2023 : Stat : Pierre

### Cinéma
- 1990 : Une histoire inventée : Cassio
- 1996 : L'Escorte : Christian
- 1997 : J'en suis  ! : contrôleur Carbone 14
- 2001 : Delirium : Théo
- 2002 : L'Odyssée d'Alice Tremblay
- 2003 : Les Immortels : Michel
- 2004 : Dans une galaxie près de chez vous (film) : Flagosse
- 2005 : Liberté conditionnelle
- 2005 : Sans elle de Jean Beaudin : chanteur hôpital
- 2006 : Cheech : Larry
- 2009 : De père en flic : Langlis
- 2010 : L'Enfant prodige : Jacques de la Presle
- 2012 : Laurence Anyways : secrétaire du conseil
- 2019 : Menteur : Robin

## Récompenses et nominations

### Récompenses
- 1999 : Champion compteur de la Ligue nationale d'improvisation (Trophée Robert-Gravel)
- 2015 : Prix Gémeau pour meilleur acteur de soutien jeunesse.